# Líšná (Žďár nad Sázavou-i járás)
Líšná település Csehországban, a Žďár nad Sázavou-i járásban. Líšná Věcov, Daňkovice, Javorek, Nový Jimramov, Kuklík és Sněžné településekkel határos. Lakosainak száma 49 fő (2024. január 1.).

## Népesség
A település lakosságának változását az alábbi diagram mutatja:
| Lakosok száma | 340  | 296  | 288  | 161  | 119  | 56   | 60   | 56   | 53   | 49   |
|               | 1869 | 1890 | 1921 | 1950 | 1980 | 2001 | 2017 | 2019 | 2022 | 2024 |